# Campeonato Paulista 1940
In 1940 werd het 39ste Campeonato Paulista gespeeld voor clubs uit de Braziliaanse staat São Paulo. De competitie werd gespeeld van 26 mei tot 29 december. Palestra Itália werd kampioen.

## Eindstand
| Plaats | Club                | Wed. | W  | G | V  | Saldo | Ptn. |
| ------ | ------------------- | ---- | -- | - | -- | ----- | ---- |
| 1.     | Palestra Itália     | 20   | 15 | 3 | 2  | 53:19 | 33   |
| 2.     | Portuguesa          | 20   | 13 | 4 | 3  | 46:24 | 30   |
| 3.     | Ypiranga            | 20   | 13 | 1 | 6  | 56:37 | 27   |
| 4.     | Corinthians         | 20   | 12 | 2 | 6  | 54:31 | 26   |
| 5.     | Portuguesa Santista | 20   | 11 | 3 | 6  | 53:40 | 25   |
| 6.     | São Paulo           | 20   | 9  | 1 | 10 | 42:41 | 19   |
| 7.     | Santos              | 20   | 7  | 4 | 9  | 51:49 | 15   |
| 8.     | São Paulo Railway   | 20   | 5  | 6 | 9  | 44:50 | 16   |
| 9.     | Hespanha            | 20   | 5  | 0 | 15 | 25:47 | 10   |
| 10.    | Comercial           | 20   | 3  | 3 | 14 | 25:72 | 9    |
| 11.    | Juventus            | 20   | 3  | 1 | 16 | 29:68 | 7    |

|  | Kampioen |

### Kampioen
| Campeonato Paulista de 1940         |
| São Paulo                           |
| ----------------------------------- |
| PALESTRA ITÁLIA Kampioen (8° titel) |

## Topschutter
| Speler            | Speler | Goals | Club     |
| ----------------- | ------ | ----- | -------- |
| Vlag van Brazilië | Peixe  | 21    | Ypiranga |